# Gevheri Kadınefendi
Gevheri Kadınefendi (8. června 1856 – 6. září 1884) byla pátá manželka osmanského sultána Abdulazize a matka Şehzade Mehmeda Seyfeddina a princezny Esmy Sultan.

## Biografie
Narodila se jako dcera abchazského Saliha Beye Svatnby a princezny Şaziye Tsamby. Její rodné jméno bylo Emine Svatnba. Ve velmi nízkém věku byla darována do sultánského paláce. Byla vychovávána Valide sultánkou Pertevniyal Sultan. Měla také sestru Fatmu, která zůstala v paláci ve službách. Měla dlouhé hnědé kudrnaté vlasy a modré oči. Vždy nosila dlouhé bílé šaty a modré šátky. Neúčastnila se žádných ceremoniálů. 
Když sloužila v paláci, všiml si jí sultán Abdulaziz a v roce 1872 se s ní oženil v paláci Dolmabahçe. Jeho svatebním darem byl prsten, přestože nenosila žádné šperky. Zakládali si na přírodní kráse a eleganci. Rok po svatbě porodila prince Mehmeda Seyfeddina Efendiho a další rok princeznu Esmu Sultan. Byla věřící a ráda pomáhala chudým a potřebným. Své bohatství používala na opravu mešit, madrass a škol. 
Zemřela v září 1884 v paláci Ortaköy. Pohřbena je v mauzoleu mešity Yeni Cami v Istanbulu.